# Jean-Baptiste Perronneau
Jean-Baptiste Perronneau o Perroneau (Parigi, 1715 – Amsterdam, 19 novembre 1783) è stato un pittore francese ritrattista.
Fu anche incisore e nella pittura usò indifferentemente, e con grande maestria, sia l'olio che il pastello.

## Biografia
Perronneau apprese i primi elementi di disegno e pittura presso l'incisore Laurent Cars e il pittore Charles-Joseph Natoire, egli stesso allievo di François Lemoyne. Sappiamo anche che Perronneau lavorò per Gabriel Huquier, anch'egli incisore, editore e mercante di stampe in rue Saint-Jacques a
Parigi. La sua carriera di ritrattista iniziò quindi negli anni 1740, con opere ad olio e a pastello.
Perronneau espose per la prima volta al "Salon de Paris" nel 1746. Qualche anno più tardi, in occasione del Salon del 1750, un "incidente" professionale lo mise contro il suo grande rivale Maurice Quentin de La Tour, pittore ritrattista già da tempo affermato.: Diderot riferisce che il pittore La Tour aveva commissionato il suo ritratto a Perronneau, che presentò il quadro correttamente, ma senza supporre che lo stesso La Tour, da parte sua, aveva segretamente realizzato il suo autoritratto. Non appena le due opere furono esposte l'una a fianco dell'altra, quella di La Tour si dimostrò palesemente superiore a quella del giovane Perronneau e ricevette il premio. Diderot allora ebbe il sospetto che La Tour fosse geloso di questo giovane così promettente, e gli rimproverò di aver inutilmente « umiliato il suo collega ».
La consacrazione di Perronneau giunse tuttavia con il Salon del 1753, grazie a due ritratti, oggi presenti al Museo del Louvre: quello del pittore Jean-Baptiste Oudry, i cui colori dominanti sono il verde e il blu, e quello dello scultore Lambert Sigisbert Adam, in cui dominano i verdi. Perronneau da quel giorno fu ammesso all'Académie royale de peinture et de sculpture.
Da un certo periodo in poi, tuttavia, la sua attività sembrò subire un arresto, o quantomeno un rallentamento Ma può darsi che Perronneau abbia smesso di esporre le sue opere al Salon di Parigi verso la fine degli anni 1770 e non abbia più lavorato a Parigi. Per contro, si trovano tracce di lui in diverse città di Francia, soprattutto Orléans, ma anche Bordeaux, Tolosa e Lione, nelle quali lavorò a seconda delle commissioni. Molti storici hanno avanzato l'ipotesi che quest'allontanamento da Parigi dipendessa dalla sua rivalità con Quentin de La Tour, ritrattista accreditato alla corte di Versailles, ma il fatto non è accertato.
Certo è che Perronneau viaggiò costantemente attraverso l'Europa; è per questo che lo si vide a Torino, a Roma, ad Amburgo, in Inghilterra, in Spagna, in Polonia, in Russia e nei Paesi Bassi.
Perronneau morì nella sua dimora di Amsterdam nel 1783, a 78 anni, del tutto dimenticato dai suoi contemporanei. La sua vedova, Louise-Charlotte Aubert, dopo soli tre mesi si risposò con il pittore Jean-Baptiste Claude Robin.

## I ritratti
La produzione ritrattistica di Perronneau è molto variata e in essa l'artista si sofferma insistentemente sui caratteri psicologici dei suoi soggetti, lasciando così trasparire lo spirito della filosofia illuminista, come testimoniano l'espressività dei visi che ritraeva, la vivacità degli sguardi, i mezzi sorrisi che affiorano e che appena si intuiscono. Spesso assai vicini alle armonie cromatiche del camaieu, i suoi pastelli e i suoi oli giocano felicemente sulle variazioni monocromatiche: gli ocra del Portrait de M.me de Sorquainville, i grigi del Pierre Bouguer, di François-Hubert Drouais o di Laurent Cars, e i blu-grigi della Fillette au chat della National Gallery a Londra.
 
Georges Brunel annota che « i pastelli di Perronneau hanno sempre l'aria di opere non del tutto finite o alterate dal tempo », e aggiunge : « Impressione ingannevole, perché si tratta verosimilmente di un elemento stilistico e di una tecnica espressamente voluta. Perronneau cerca prima di tutto la solidità e la forza (...) ».
I modelli di Perronneau, oltre se stesso nel suo autoritratto del 1750, fanno spesso parte della cerchia dei suoi parenti e amici, come suo fratello minore nel 1746, il suo maestro, l'incisore Laurent Cars o anche Gabriel Huquier (incisore anche lui) e sua figlia nel 1747, o ancora sua moglie, rappresentata come la Dea Aurora. 
Talvolta però ricevette anche delle commissioni per ritrarre dei personaggi celebri del suo tempo.
A differenza di Quentin de La Tour, dunque, i clienti di Perronneau che appartenevano all'aristocrazia erano assai meno numerosi dei clienti borghesi (commercianti o uomini d'affari), degli scienziati o degli artisti, come lo scrittore Jacques Cazotte, il fisico Pierre Bouguer, il giurista Daniel Jousse, il pittore François-Hubert Drouais, l'architetto Jean-Michel Chevotet e sua moglie, l'architetto Robert Soyer, il collezionista Charles Le Normant du Coudray, il borgomastro di Amsterdam Joachim Rendorp, l'Assessore Raguenet de Saint-Albin.
Un particolare piuttosto raro per la sua epoca è il fatto che Perronneau dipinse nei suoi ritratti anche dei gatti, posti in primo piano, come animali da compagnia. È il caso di Magdaleine Pinceloup de La Grange, di M.lle Huquier o ancora della Fillette au chat (1745) della National Gallery di Londra – che è senza dubbio una delle sue opere più celebri.

Ritratto di Magdaleine Pinceloup de La Grange

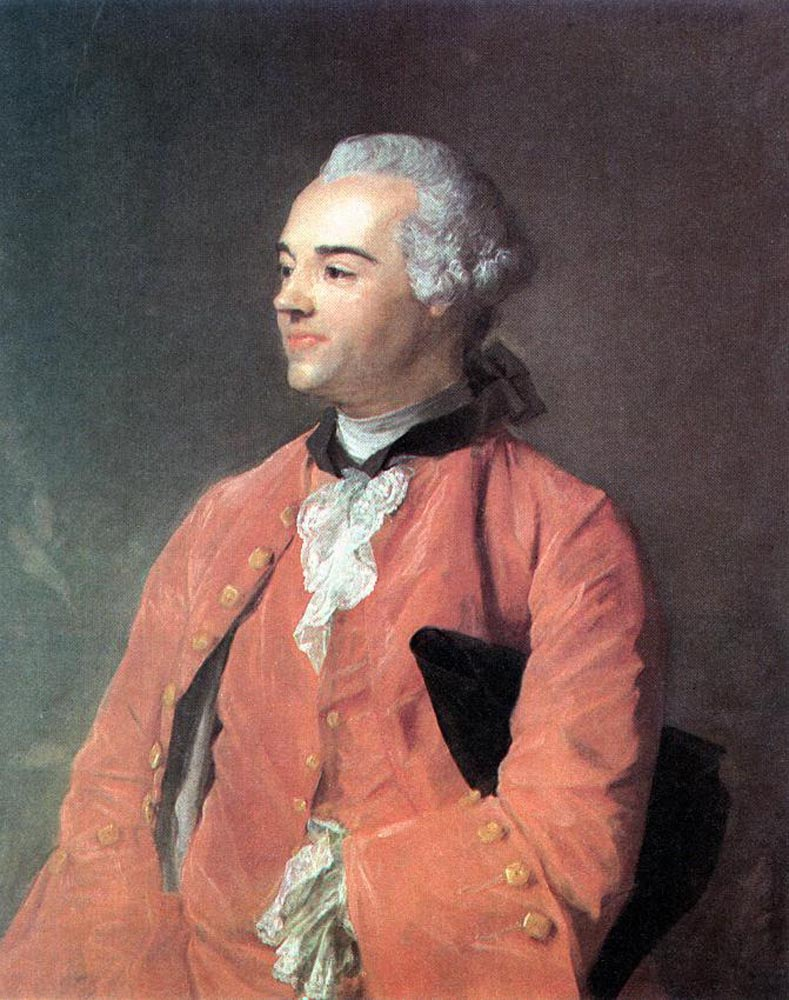
Ritratto di Jacques Cazotte

## L'opera
Decine di ritratti di Perronneau si trovano oggi in differenti musei o in collezioni private di tutta Europa e d'America. La sua opera è quindi particolarmente sparpagliata, mentre le due collezioni pubbliche più importanti sono al Louvre e al Museo di belle arti di Orléans.
Alcuni suoi quadri compaiono ogni tanto sul mercato dell'arte, ma solo in occasione di vendite.
Nel 1986, a Losanna, una tela proveniente dalla Collezione Thyssen-Bornemisza, in precedenza attribuita a Watteau, fu autenticata dagli esperti come opera di Perronneau. È il ritratto di uno dei figli del finanziere Antoine Crozat, ma non si è certi della sua identità: può infatti trattarsi del collezionista Joseph-Antoine Crozat (1696-1751), quanto di suo fratello, il generale Louis-François Crozat (1691-1750).
Per lungo tempo messo in ombra da Quentin de La Tour, Jean-Baptiste Perronneau attende oggi di essere riscoperto e di riguadagnare il suo meritato posto nella storia della pittura. La recente e documentatissima pubblicazione di Dominique d'Arnoult: "Jean-Baptiste Perronneau. Un portraitiste dans l'Europe des Lumières" (op.cit.) contribuisce non poco a colmare tale lacuna. 

## Opere
- Pierre Bouguer, 1753, pastello su carta blu applicato su tela
- La Petite Fille au chat (M.lle. Huquier), ottobre 1747, pastello su velina
- Le Graveur (Gabriel Huquier), febbraio 1747, pastello su carta blu applicato su tela
- Le Graveur Laurent Cars, 1759, pastello su carta grigia blu applicato su tela
- Jean-Georges Noverre, pastello
- M.me de Sorquainville, olio su tela, 1749
- Jean-Baptiste Oudry, olio su tela, 1753
- Lambert Sigisbert Adam, olio su tela, 1753
- Prosper Augustin Tassin de Charsonville signore de La Renardière, pastello, 1765
- Abraham van Robais, pastello, 1769. Parigi, Museo Cognacq-Jay
- Charles Le Normant du Coudray, olio su tela, verso il 1766 (ritratto realizzato da Perronneau anche a pastello
- Pierre-Henry du Mas de La Roque, olio su tela, 1768 (http://www.musba-bordeaux.fr/fr/catalogue-online-fr/null deposito del Museo di belle arti di Bordeaux)
- Portrait du Chevalier de Camiran, pastello, verso il 1756
- Portrait de Marthe Coregeolles, pastello, 1768 (Deposito del Museo di belle arti di Bordeaux)
- Portrait de Mme Jacques-Jean-Louis de Parouty, pastello, 1767 (Deposito privato), Museo di belle arti di Orléans[11]
- Daniel Jousse, olio su tela, 1765-1767
- Charles François Tassin de Charsonville, olio su tela, 1791. Museo di belle arti di Tours
- Autoportrait, olio su tela, 1750. National Gallery, Londra
- Fillette au chat, pastello, 1745
- Jacques Cazotte, olio su tela, 1760-1764[12]
- M.me Legrix, née d'Hégar, pastello, 1760-1769. Burnley, contea del Lancashire, (Regno Unito), Towneley Hall Art Gallery & Museum
- John Towneley, pastello, 1749
- Portrait d'homme, olio su tela, 1766. Amsterdam, Rijksmuseum
- Sara Hinloopen, pastello, 1763
- Antoni Warin, pastello, 1763 San Pietroburgo, Museo de l'Ermitage
- Jeune Garçon avec un livre, presentato al Salon del 1746 (Presunto ritratto del fratello minore dell'artista), Museo di Belle arti di Boston
- Portrait de femme au corsage orné de fleurs bleues, pastello
- Portrait d'homme, olio su tela, 1747-1748 (un tempo identificato con Francis Hastings, conte di Huntington). Chicago, Istituto d'arte di Chicago
- Jean-Baptiste Antoine Le Moyne, pastello, 1747 Washington, National Gallery of Art
- Portrait d'homme, pastello, verso il 1753 Los Angeles, Getty Center
- Magdaleine Pinceloup de La Grange, olio su tela, 1747
- Charles-François Pinceloup de La Grange, olio su tela, 1747 Victoria (Australia), (EN)  National Gallery of Victoria
- Petrus Woortman, olio su tela, 1771
- Don Giacomo Francesco Milano Franco D'Aragona, pastello, 1748

## Galleria d'immagini

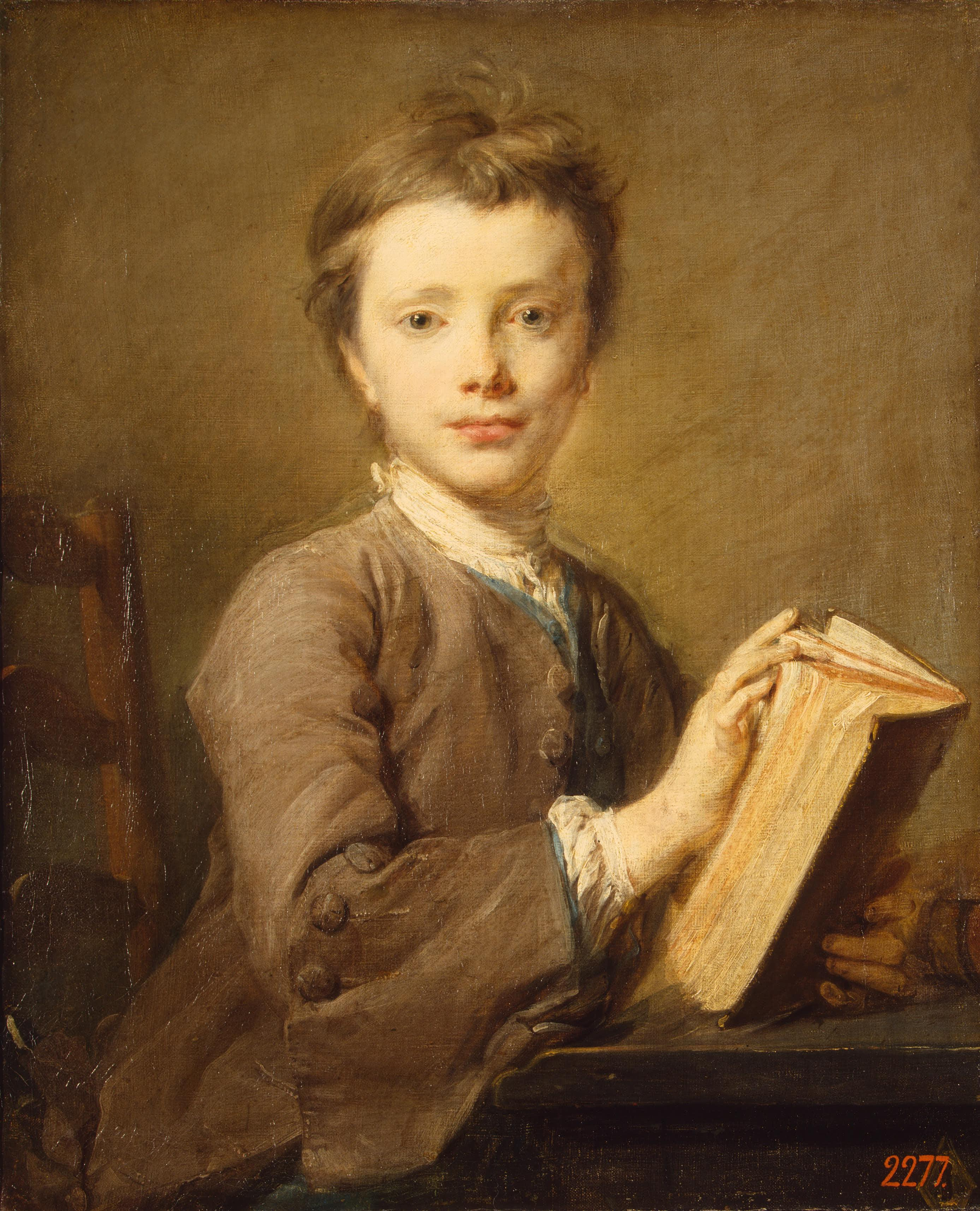
Ragazzo col libro
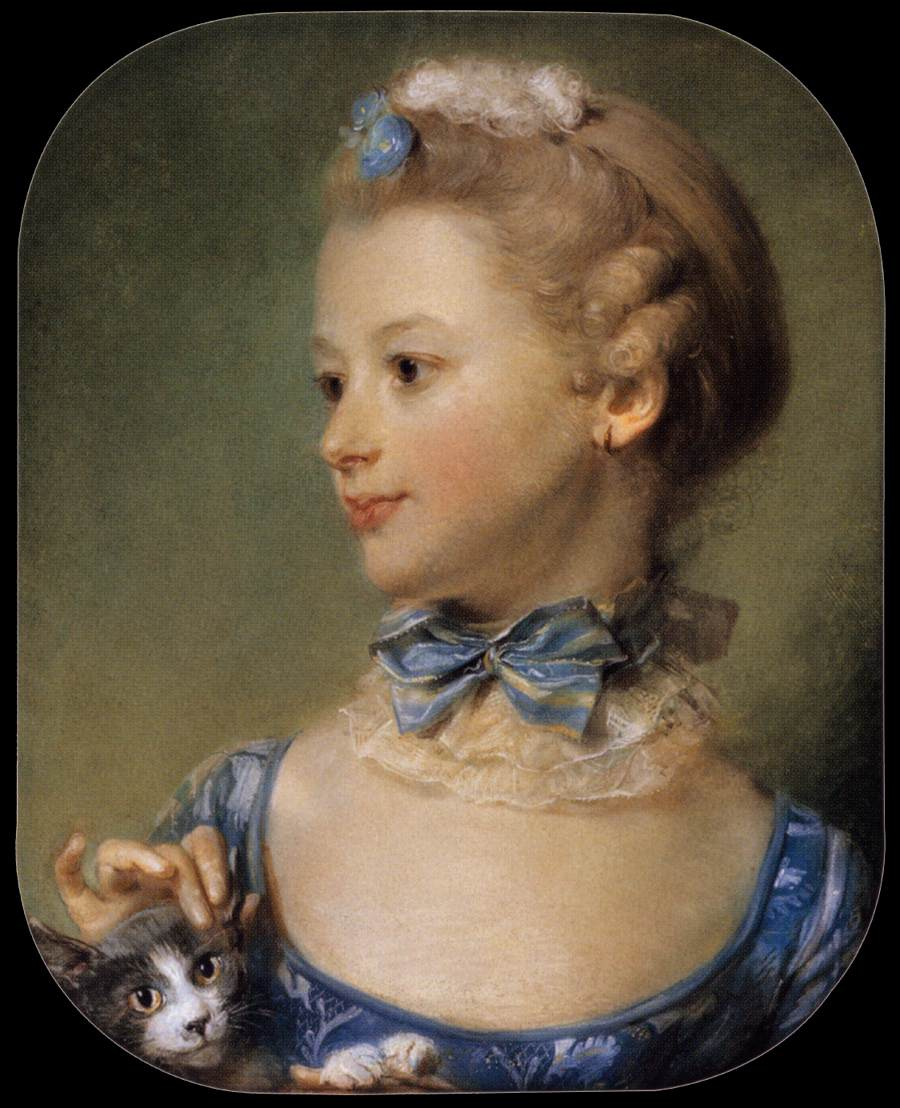
M.lle Huquier con un gatto
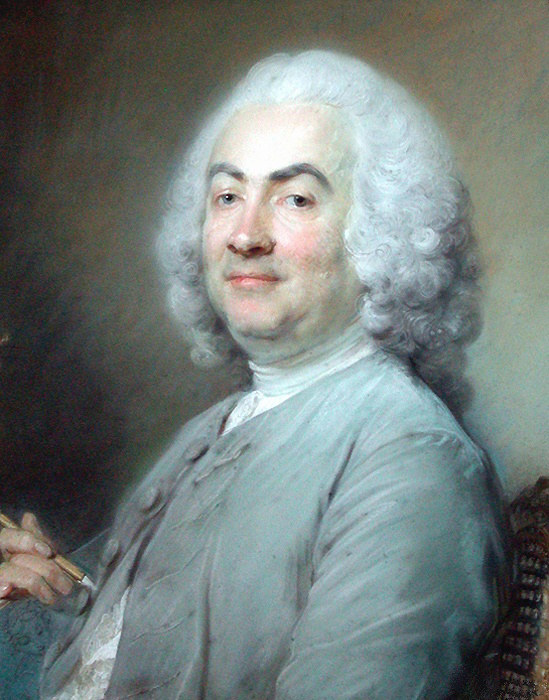
Laurent Cars
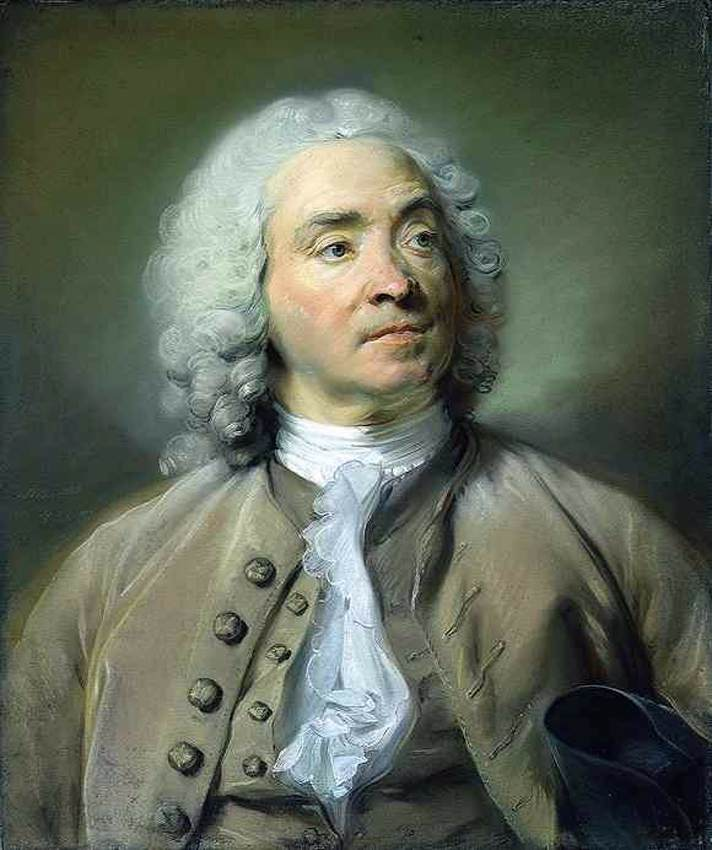
Gabriel Huquier
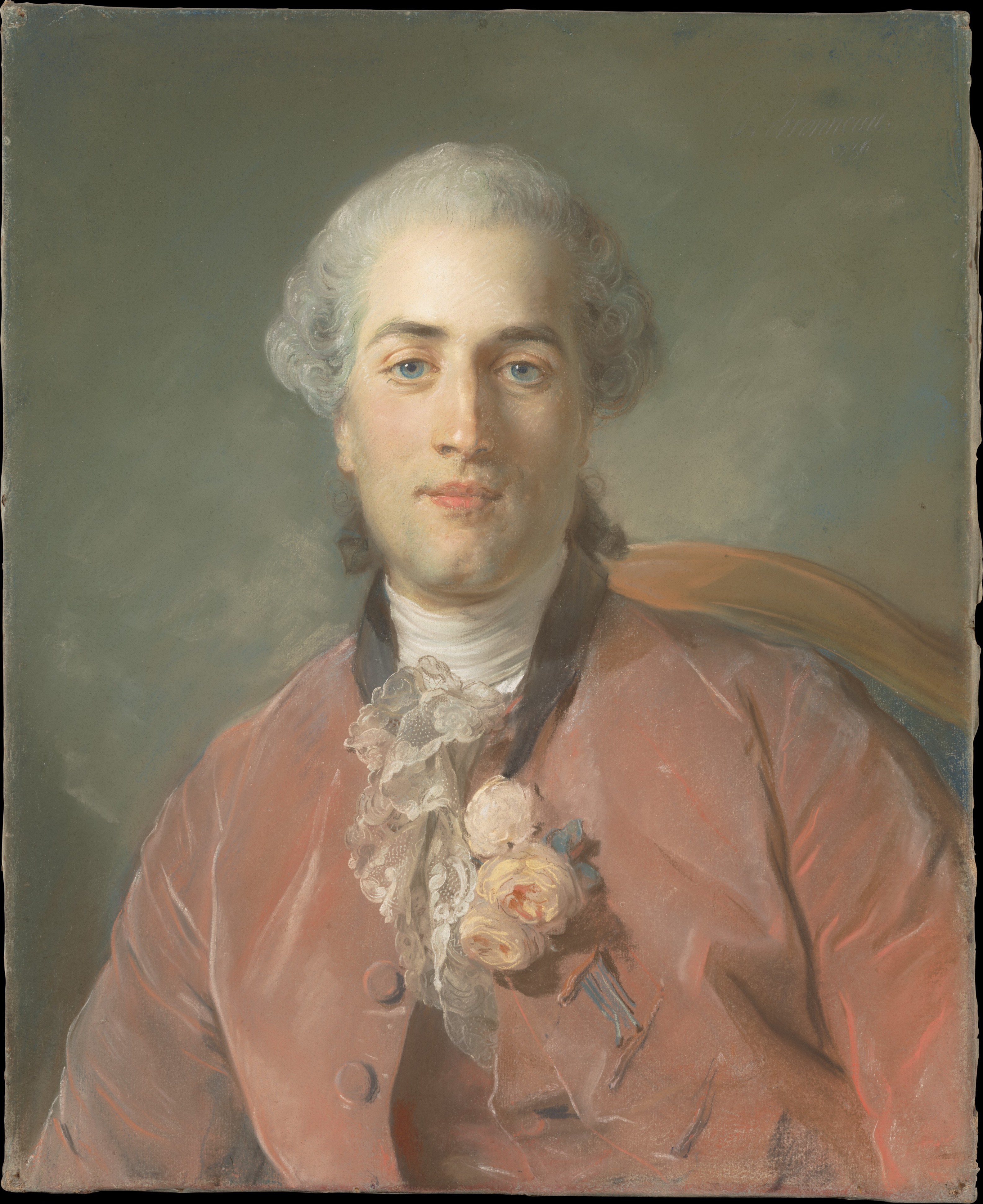
Olivier Journu
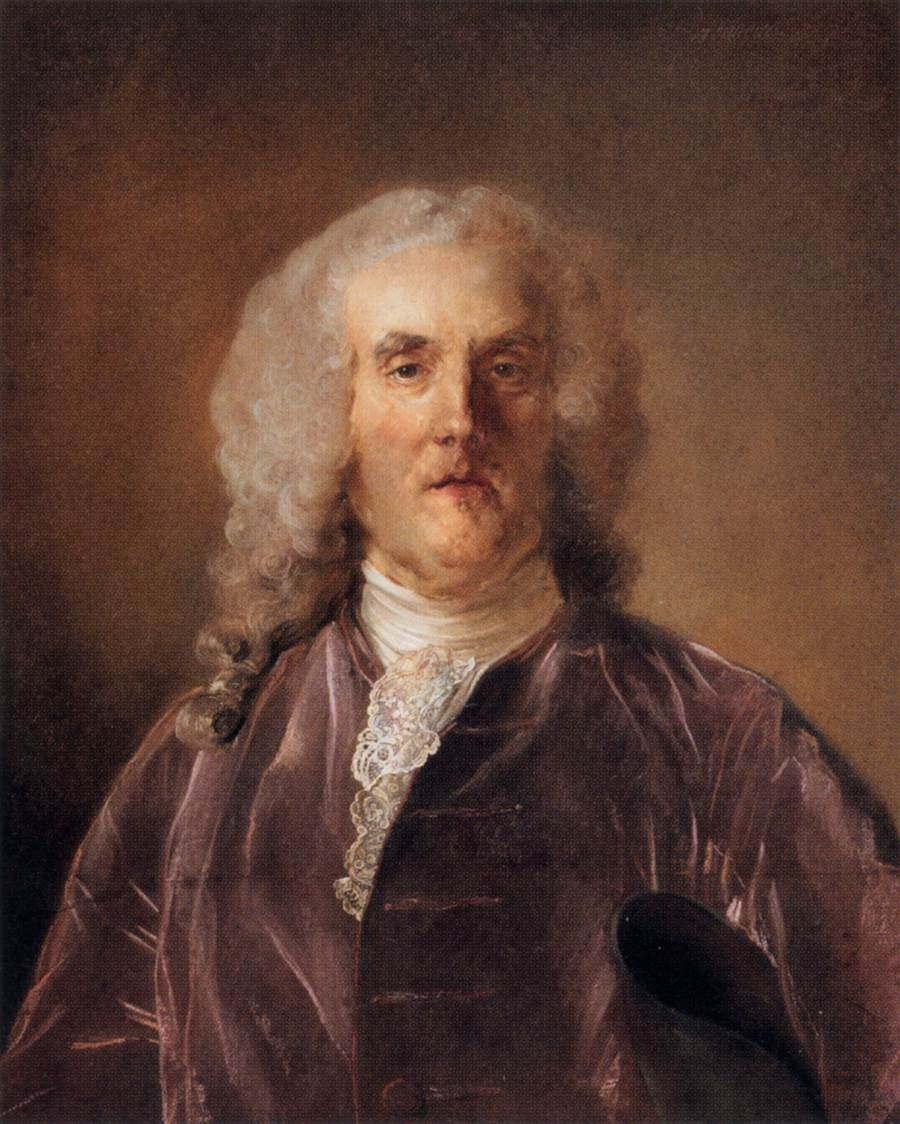
Abraham Van Robais
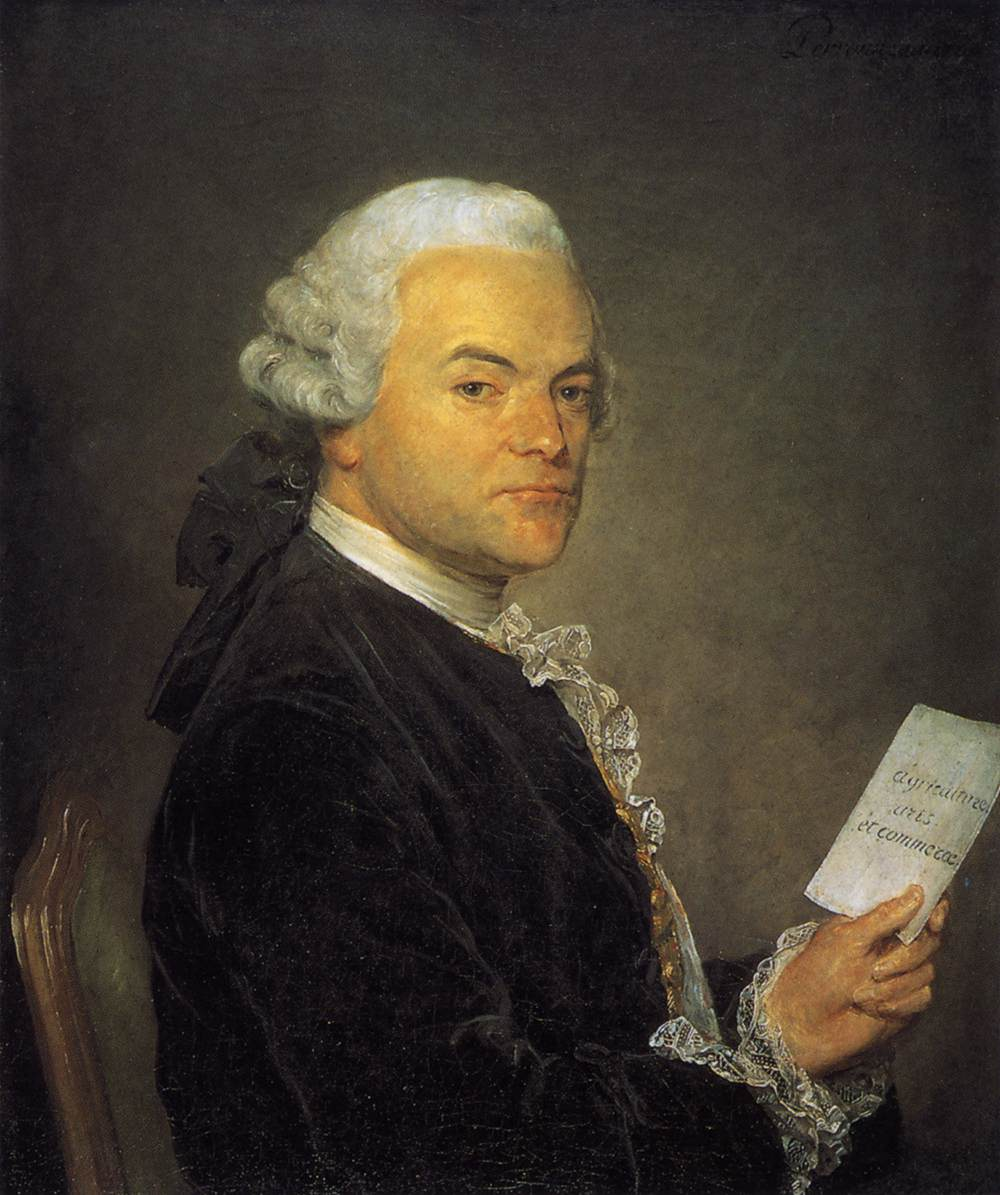
Portrait d'homme
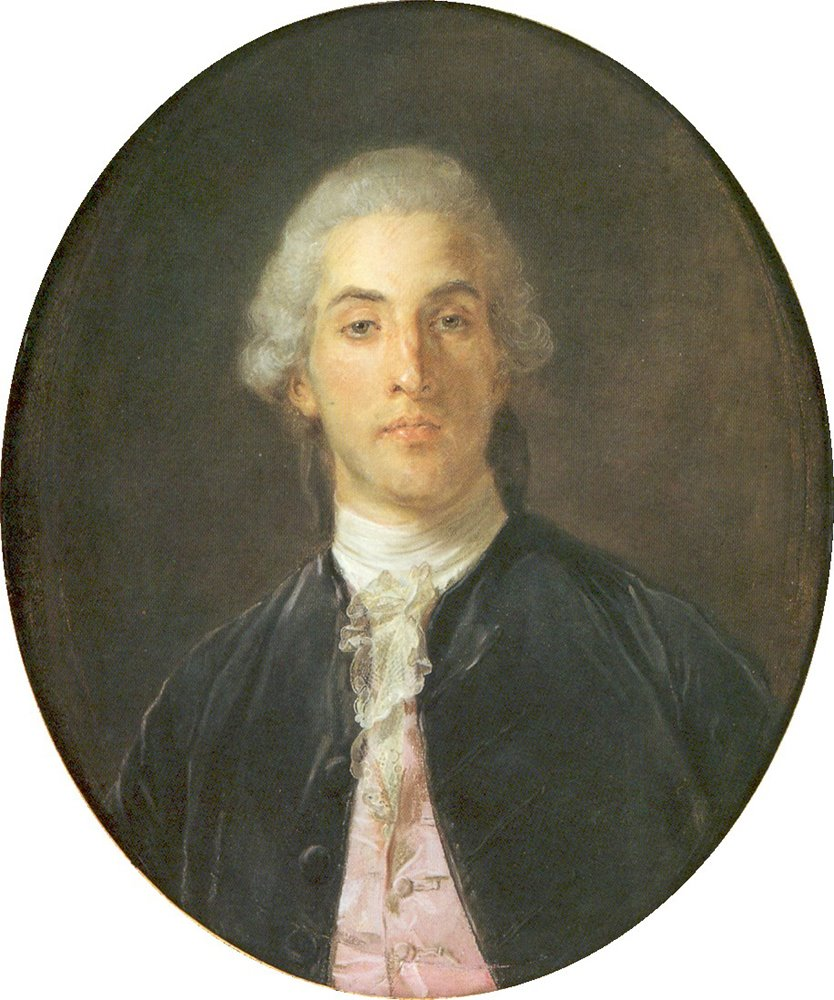
Monsieur Tassin de La Renardière
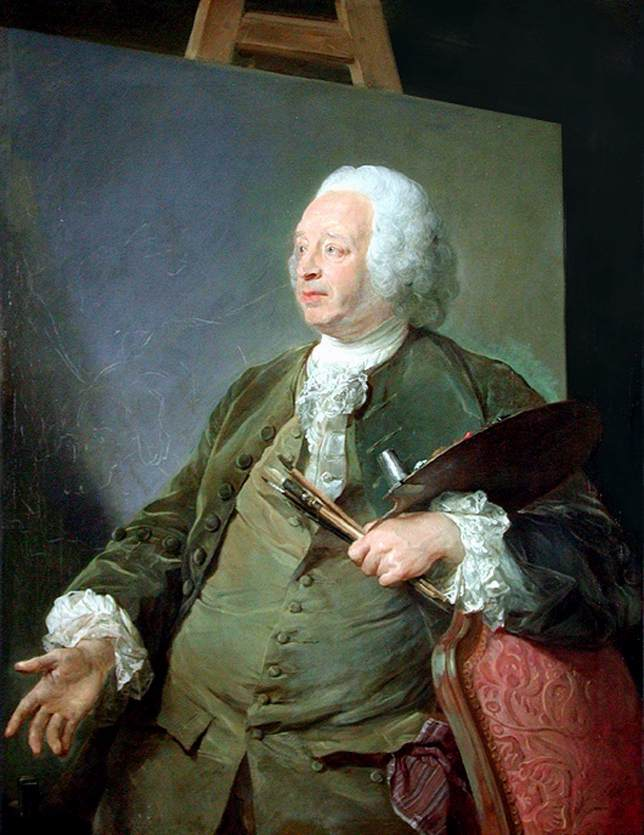
Jean-Baptiste Oudry
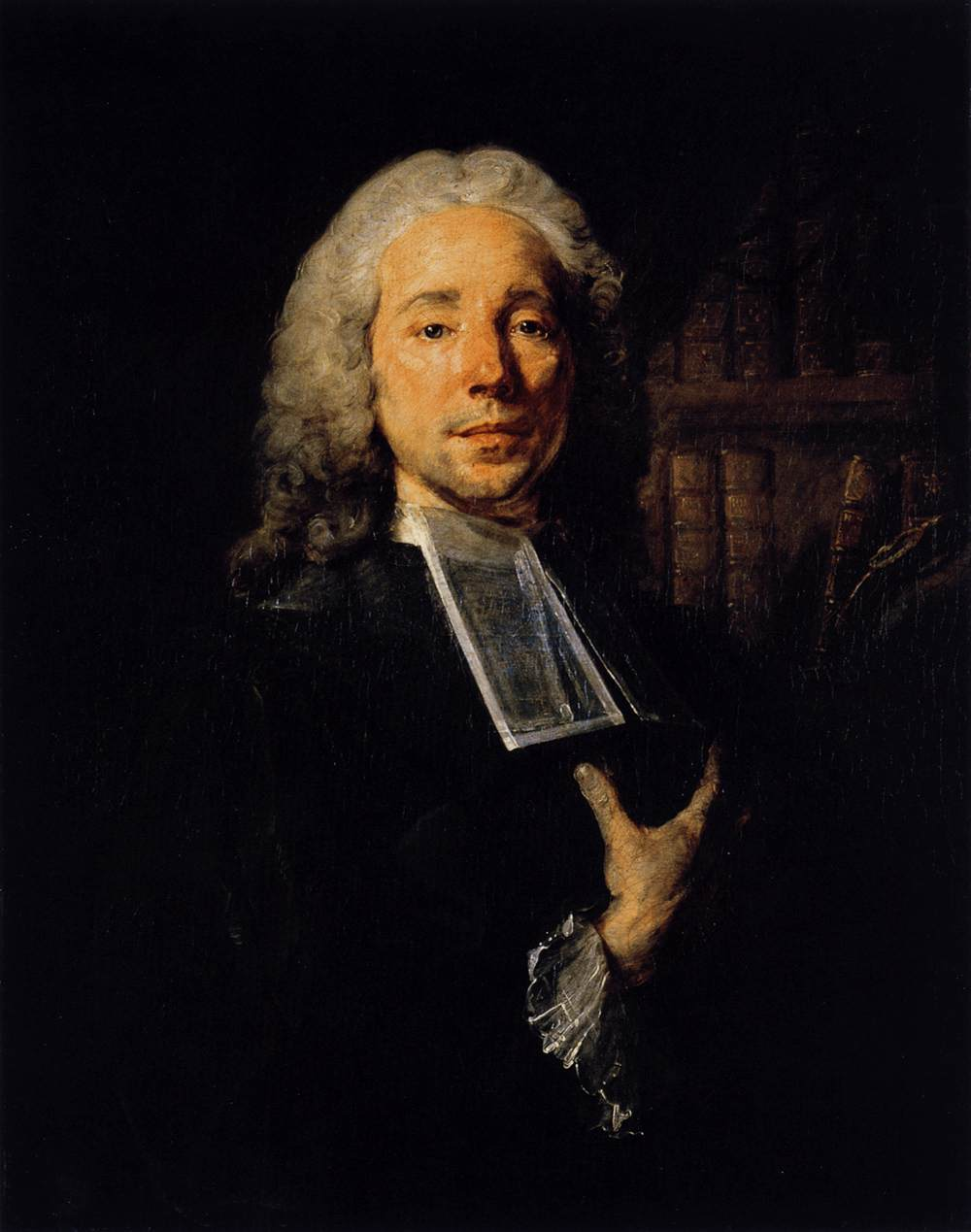
Daniel Jousse